# Las golfas
Las golfas es una película de drama mexicana de 1969 producida y dirigida por Fernando Cortés y protagonizada por Isela Vega, Gilda Mirós, Gina Romand y José Luis Rodríguez.

## Argumento
Las historias de trabajadoras sexuales y su lucha por tratar de dejar atrás su estilo de vida.

## Reparto
- Isela Vega como Otilia.
- Gilda Mirós como Rosaura.
- Gina Romand como Mariana.
- Malú Reyes como Emma.
- Sandra Boyd como Elvira.
- José Luis Rodríguez como Andrés «El Uñas».
- Ángel Garasa como Don Florentino Fernández (como Don Angel Garasa).
- Sergio Barrios como El Director.
- Omar Jasso como Crisóforo Belloso, el borracho (como Omar Jaso).
- Jorge Ortiz de Pinedo como El Quinto.
- Rafael Inclán como El Predicador.
- Enrique Pontón
- Clara Osollo
- Aurora Alonso como La costeña.
- Arturo Silva
- Clarissa Ahuet (como Clarisa Ahuet).
- Polo Villa
- Antonio Brillas
- Carlos Bravo y Fernández (no acreditado).
- Roberto Meyer como Don Nachito (no acreditado).